# Annie Biechl
Annie Biechl   (Röhrmoos, 17 de març de 1940) és una atleta alemanya, ja retirada, especialista en curses de velocitat, que va competir entre finals de la dècada de 1950 i començaments de la de 1960.
El 1960 va prendre part en els Jocs Olímpics d'Estiu de Roma on, formant equip amb Martha Langbein, Brunhilde Hendrix i Jutta Heine, va guanyar la medalla de plata en la prova del 4x100 metres del programa d'atletisme.
En el seu palmarès també destaquen dos campionats nacionals dels 100 metres, el 1959 i 1960, i un dels 60 metres en pista coberta, el 1959. Formà part tres vegades de l'equip que millorà el rècord alemany dels 4x100 metres.

## Millors marques
- 100 metres. 11,6" (1959)[1][5]